# Bairdiidae
Bairdiidae zijn een familie van kreeftachtigen uit de klasse van de Ostracoda (mosselkreeftjes).

## Geslachten
- Abyssobairdia Coles & Whatley, 1989 †
- Actuaria Schneider in Schneider et al., 1956 †
- Aponesidea Maddocks in Maddocks & Iliffe, 1986
- Bairdia M'Coy, 1844
- Bairdiacratia Jiang (Z. H.), 1983 †
- Bairdiacypris Bradfield, 1935 †
- Bairdianella Harlton, 1929 †
- Bairdiolites Croneis & Gale, 1939 †
- Bairdoppilata Coryell, Sample & Jennings, 1935
- Bispinacratia Becker & Wang, 1992 †
- Ceratacratia Blumenstengel, 1965 †
- Ceratobairdia Sohn, 1954 †
- Cincturacratia Loranger, 1963 †
- Clinacratia Blumenstengel, 1979 †
- Cooperacratia Loranger, 1963 †
- Cryptobairdia Sohn, 1960 †
- Dhrumaella Depeche, 1987 †
- Fabalicypris Cooper, 1946 †
- Glyptobairdia Stephenson, 1946
- Havanardia Pokorny, 1968
- Lamellacratia Kozur, 1985 †
- Liuzhinia Zheng, 1976 †
- Loculibairdia Colin & Damotte, 1985 †
- Mirabairdia Kollmann, 1963 †
- Mydionobairdia Titterton & Whatley, 1988
- Neobairdiolites Kollmann, 1963 †
- Neonesidea Maddocks, 1969
- Oculobairdoppilata Itterbeeck, Morsi, Horne & Speijer, 2007 †
- Orthobairdia Sohn, 1960 †
- Papillatabairdia Bentley, 1982
- Parabairdia Kollmann, 1960 †
- Parabairdiacypris Polenova, 1970 †
- Parabairdiolites Kozur, 1985 †
- Paranesidea Maddocks, 1969
- Pterobairdia Mckenzie & Keij, 1977
- Ptychobairdia Kollmann, 1960 †
- Pustulobairdia Sohn, 1960 †
- Rectobairdia Sohn, 1960 †
- Robsoniella Kuznetsova, 1956 †
- Triebelina Bold, 1946